# فرامهیم

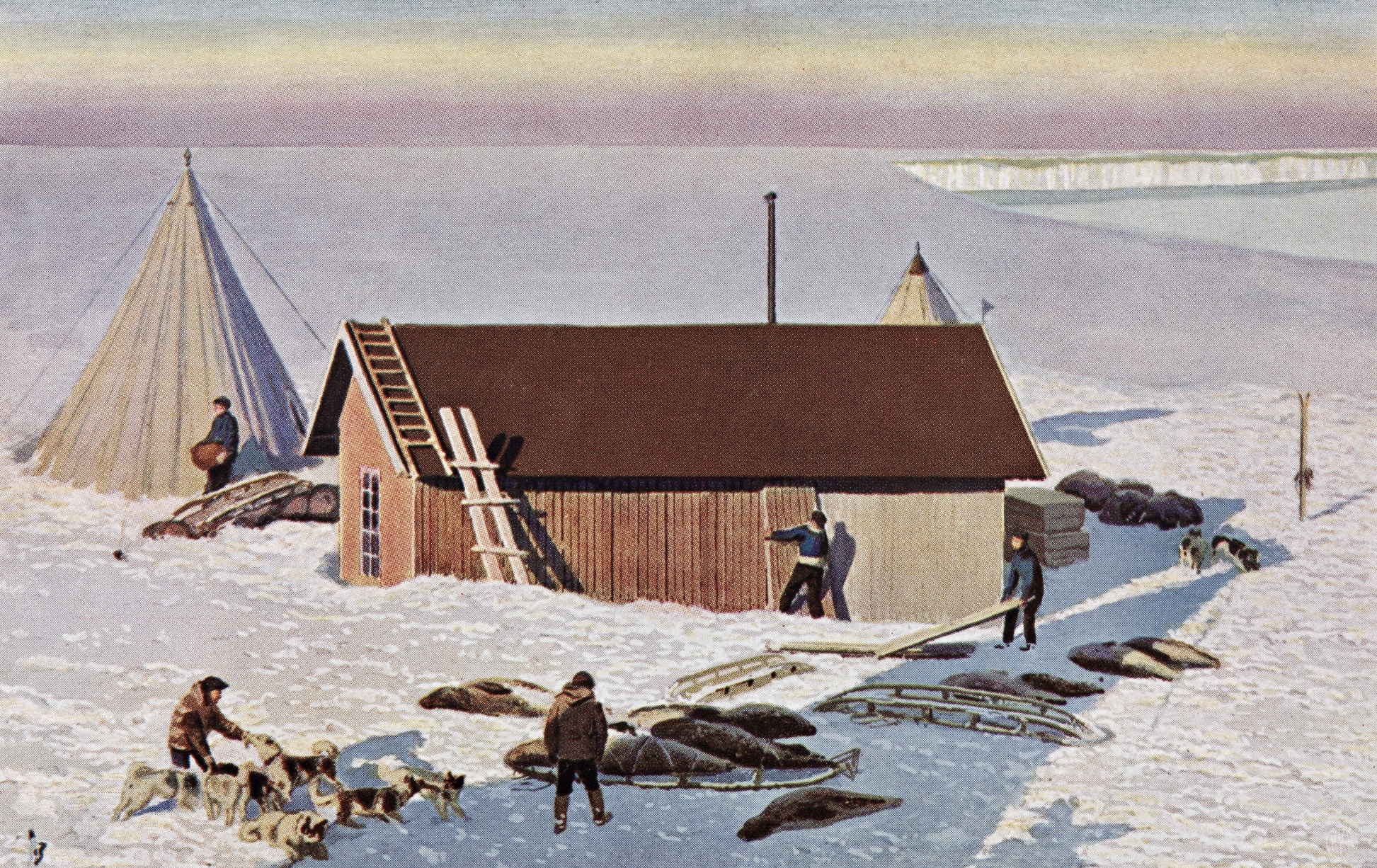
فرامهیم در ژانویه ۱۹۱۱

فرامهیم (انگلیسی: Framheim) نام پایگاه اولیه روئال آمونسن سیاح و مکتشف نروژی قطب جنوب در منطقه خلیج نهنگ‌ها و در بخش یخ‌تاق راس می‌باشد. این پایگاه و کمپ، بین ماه‌های ژانویه ۱۹۱۱ و فوریه ۱۹۱۲ پذیرای گروه مکتشف قطبی آمونسن بود که این سفر منجر به فتح قطب جنوب گردید.